# Abbie Gerrish-Jones
Abbie Gerrish-Jones (10 septembre 1863 - 5 février 1929) est une compositrice, librettiste et critique musicale américaine.

## Biographie
Abbie Gerrish-Jones nait à Vallejo en Californie dans une famille musicienne et grandit à Sacramento. Elle commence à jouer du piano et à composer très tôt et a étudié avec Charles Winter ; à quatorze ans, elle est organiste dans une église. S'intéressant à de nombreux sujets, elle a étudié la poésie, l'écriture, la philosophie, la psychologie et les langues.
Son opéra Priscilla, composé durant son adolescence, est considéré comme le premier opéra, livret et musique, composé et écrit par une américaine. Une de ses compositions a remporté le prix Josef Hoffmann de la « meilleure œuvre américain pour piano. »  
Elle a écrit des critiques musicales pour Pacific Town Talk, The Pacific Coast Musical Review et The Musical Courier.
Elle meurt à Seattle, Washington,.

## Œuvres
Gerrish-Jones est connu pour ses opéras, elle en a composé neuf. Elle a également écrit plus de cent chansons.
- Priscilla (1887), opéra, librettiste : Abbie Gerrish-Jones
- Sakura-San, opéra (avec Gerta Weismer Hoffmann)
- Abou Hassan, opéra, librettiste : Abbie Gerrish-Jones
- The Milkmaid's Fair, opéra, librettiste : Abbie Gerrish-Jones
- The Andalusians, opéra, librettiste : Abbie Gerrish-Jones
- Two Roses, opéra, librettiste : Percy Friars
- The Aztec Princess, opéra, librettiste : Abbie Gerrish-Jones
- The Snow Queen, drame musical (avec Gerta Weismer Hoffmann), librettiste : Gerda Wismer Hoffman basé sur le conte de Hans Christian Andersen
- If I were thou, chant (Texte : Elizabeth Barrett Browning)